# عبدالرحمن الخیبری
عبدالرحمن الخیبری (عربی: عبد الرحمن الخيبري؛ زادهٔ ۳ فوریهٔ ۱۹۸۸) یک ورزشکار اهل عربستان سعودی است.
از باشگاه‌هایی که در آن بازی کرده‌است می‌توان به باشگاه فوتبال الشعله عربستان سعودی، باشگاه فوتبال النجمه عربستان سعودی، و باشگاه فوتبال الشباب عربستان سعودی اشاره کرد.